# Schela (Galaţi)
Schela é uma comuna romena localizada no distrito de Galaţi, na região de Moldávia. A comuna possui uma área de 44.19 km² e sua população era de 3667 habitantes segundo o censo de 2007.